# The Chant
The Chant — студійний альбом американського джазового контрабасиста і віолончеліста Сема Джонса, випущений у 1961 році лейблом Riverside.

## Опис
Записи контрабасиста Сема Джонса на лейблі Riverside завжди були недооціненими. На цій сесії Джонс грає на контрабасі та віолончелі вісім композицій (на кожному інструменті по чотири) з особливо сильною ритм-секцією, до якої увійшли корнетист Нет Еддерлі, трубач Блу Мітчелл, тромбоністка Мельба Лістон, альт-саксофоніст Кеннонболл Еддерлі (який виконує лише одне соло), Джиммі Гіт на тенор-саксофоні; аранжування належить Віктору Фелдмену та Гіту.
Серед композицій найбільше виділяються «Four», «Sonny Boy», «In Walked Ray» Джонса і «Over the Rainbow».

## Список композицій
1. «The Chant» (Віктор Фелдмен) — 3:24
2. «Four» (Майлз Девіс) — 4:23
3. «Blues on Down» (Бенні Голсон) — 5:45
4. «Sonny Boy» (Ел Джолсон, Лью Браун, Бад ДеСільва, Рей Гендерсон) — 4:13
5. «In Walked Ray» (Сем Джонс) — 4:04
6. «Bluebird» (Чарлі Паркер) — 4:10
7. «Over the Rainbow» (Гарольд Арлен, Їп Гарбург) — 6:37
8. «Off Color» (Руді Стівенсон) — 4:26

## Учасники запису
- Сем Джонс — контрабас (1—3, 8), віолончель (4, 7)
- Нет Еддерлі — корнет (1, 4, 6, 7)
- Блу Мітчелл — труба (1, 4, 6, 7)
- Мельба Лістон — тромбон
- Джуліан «Кеннонболл» Еддерлі — альт-саксофон
- Джиммі Гіт — тенор-саксофон, аранжування
- Тейт Х'юстон — баритон-саксофон
- Віктор Фелдмен — фортепіано (1—3, 5, 8), вібрафон (4—7); аранжування
- Вінтон Келлі — фортепіано (4, 6, 7)
- Лес Спенн — гітара (1, 2, 3, 8)
- Кітер Беттс — контрабас (4—7)
- Луї Гейз — ударні

Технічний персонал
- Оррін Кіпньюз — продюсер
- Рей Фаулер — інженер
- Кен Дердофф — дизайн (обкладинка)
- Лоуренс Шустак — фотографія